# WM娱乐
WM娛樂（英語：WM Entertainment）為韓國中型的經紀公司，成立於2008年7月21日，現任理事為李元敏，旗下藝人有B1A4、OH MY GIRL、ONF以及李彩演，2021年成為RBW娛樂旗下子公司。
成立初期，公司位於首爾市瑞草區方背洞的一處大樓三樓，2014年於首爾市麻浦區望遠洞買下一棟新建獨立的大樓，並於2015年遷至此處。新公司的牆上寫著「原石有著各自不同的特色和個性，這裡是為了發現他們並打造成寶石而存在的地方」，表達其欲發掘有才能、有才藝並打造成明星的概念。WM Entertainment的公司哲學便是將偶像當成普通人而不是商品，並將經紀公司本身定位成保護罩，透過不斷的溝通彼此互相信任，並適時給予偶像支持與加油。此外，嚴格實施三項素質教育，包括「遵守約定時間」、「真心打招呼」和「不說謊」，旗下練習生即便遲到五分鐘也必須寫悔過書。同時，WM Entertainment也鼓勵旗下藝人培養自我責任感與目標意識，鼓勵多嘗試製作歌曲、演戲、主持等各種領域。透過培育藝人的作曲能力，使專輯的歌曲更有自己獨特的風格。
其所推出的第一個團體B1A4在出道第三年，以《這是怎麼回事》一曲拿下第一次的音樂節目一位，並奠定其人氣基礎。於2015年，推出八人女子團體OH MY GIRL，該團體在第二張迷你專輯主打歌中呈現星座的編舞並獲關注。2018年OH MY GIRL改組以7人體制重新回歸舞台，憑《秘密庭園》一曲拿下第一次的音樂節目一位，該團於2019年參與韓國Mnet電視台的女團生存節目《Queendom》比賽中拿下三次一位，而受到大眾的熱烈討論及關注。而繼推出兩組團體後，也持續招募新練習生，固定每月舉行一次複試的試鏡活動。

## 經歷

### 2011年-2015年
- 2011年4月，推出公司第一個團體B1A4，團體名寓意“Be the one all for one”同时也取自成員血型。

- 2011年9月，WM Store開業，由公司商業部門負責設計、規畫與銷售。[10][2]

- 2012年6月，將B1A4推向日本市場，發行日文專輯，於日本正式出道。[11]

- 2012年末，營收超過65億韓圜，預計2013年能突破80億韓圜。[2]

- 2013年8月，曾有消息指出WM Entertainment有可能繼Woollim娛樂之後，被SM娛樂併購至旗下子公司SM C&C。[12]

- 2013年年底，TENASIA盤點2013年前15強韓國娛樂公司，將WM Entertainment列為其中。[2]

- 2014年6月，宣布B1A4將舉辦世界巡迴演唱會。[13]

- 2015年1月，因旗下團體B1A4於馬來西亞粉絲見面會中，與穆斯林粉絲有過度親密的互動引起爭議，馬來西亞宗教部甚至一度欲逮捕B1A4，WM Entertainment對此做出回應。[14][15]

- 2015年2月，對外揭露即將於4月推出8人女子組合。[16]

- 2015年4月，推出首个女子團體Oh My Girl。

- 2015年8月，舉辦首次的全國巡迴海選活動徵募練習生。[17]

- 2015年8月，B1A4成員孔燦植於WM Entertainment公司內，舉辦對外開放、為期十天的個人攝影展。[18][19]

- 2015年下半年起，積極打入中國市場，不僅於新浪微博分別開設B1A4成員們的個人官方帳號，同時在微博創建最佳男友B1A4的話題，並促使B1A4和Oh My Girl參與中國節目與各項活動。[20][21][22]

### 2016年至今
- 2016年3月，旗下團體Oh My Girl《Liar Liar》推出中文版本，此為其旗下團體首次推出中文版本歌曲，而Oh My Girl Mimi亦有參與此曲的作詞。

- 2016年8月，嚴正發表聲明，針對惡意評論將採取法律行動。[23]

- 2017年1月1日，於官方Youtube以影片《'아이(I)' WM Entertainment New Artist （页面存档备份，存于）》公開將有新藝人出道。

- 2017年1月11日，B1A4成員Baro的妹妹車允智以藝名 I（諺文：아이）的Solo歌手身分出道。

- 2017年4月27日，有消息指出，五月份時，公司旗下七位男練習生將組成WM Boys和B1A4一起参與Idolcon，並預定以和B1A4截然不同的風格在今年內出道。

- 2017年7月13日，公開新男團ONF各SNS官方帳號，並於7月24日起陸續發布的內容中，標籤一組數字170802，7月26日正式公告ONF將於8月2日出道。
- 2017年8月2日，為ONF出道SHOWCASE，並於隔日8月3日以迷你一輯主打歌《ON/OFF》正式出道。

- 2017年10月30日，旗下女子團體OH MY GIRL成員JinE因健康問題和公司解約並退出團體。往後OH MY GIRL將以七人體制活動。

- 2018年6月30日，旗下男子團體B1A4成員振永、Baro合約到期不續約，離開公司。

- 2019年8月23日，旗下男子團體ONF成員Laun因私人原因和公司解約並退出團體[24]。

- 2021年4月7日，公開與MAMAMOO所屬的娛樂公司RBW簽訂了股份買賣合約(SPA)的消息。 RBW收購WM娛樂70%以上的股份，WM娛樂將成為RBW旗下子公司，但未來將保持獨立運營。[25]

- 2021年10月14日，於母公司RBW的上市申報文件中披露已提前與OH MY GIRL其中5位成員效定、YooA、勝熙、Binnie和Arin完成續約，直至2025年4月。[1]

- 2022年5月9日，宣布祉呼不與公司續約，並退出團體，OH MY GIRL將以六人團體繼續活動。

- 2025年5月8日，宣布OH MY GIRL的效定、Mimi、勝熙、Binnie與公司再次續約，而YooA與Arin未與公司續約，並表示雖然個人專屬合約已經結束，但是作為OH MY GIRL的成員，YooA和Arin約定以後也會繼續在一起。[26]

- 2025年6月4日，新女團USPEER正式出道。

## 旗下藝人

### 團體
- 個人專屬合約結束離開公司的藝人以斜體表示

| 出道日期      | 名稱       | 性別 | 成員                                        | 隊長                 | 官方粉絲名 |
| 2011年4月23日 | B1A4       | 男   | CNU、燦多、孔燦、振永、Baro                 | 振永                 | BANA       |
| 2015年4月21日 | Oh My Girl | 女   | 孝定、Mimi、YooA、勝熙 洧彬、Arin           | 孝定                 | Miracle    |
| 2017年8月3日  | ONF        | 男   | Hyojin、E-TION、J-US Wyatt、MK、U           | ON：Hyojin OFF：J-US | Fuse       |
| 2025年6月4日  | USPEER     | 女   | Yeowon、Soee、Sian、Seoyu Daon、Chaena、Roa | Yeowon               |            |

### 个人歌手
| 出道日期       | 名稱   | 性別 | 官方粉絲名 |
| 2016年10月4日  | 燦多   | 男   | BANA       |
| 2022年10月12日 | 李彩演 | 女   | CHAERISH   |

### 練習生
漢字名字為音譯，若有正名再行更正
- 尹施允（윤시윤）-YG寶石盒

## 已離開藝人

### 歌手
| 最初出道年份 | 名字    | 性別 | 出生年份 | 官方粉絲名  | 官方應援色 | 加入公司年份 | 離開公司年份 | 所屬團體   |
| ------------ | ------- | ---- | -------- | ----------- | ---------- | ------------ | ------------ | ---------- |
| 2001年       | 安珍慶  | 女   | 1983     | Second Wing | 粉紅色     | 2009年       | 2010年       | —          |
| 2006年       | H-Yujin | 男   | 1979     | —           | —          | 2009年       | 2010年       | —          |
| 2009年       | Taegoon | 男   | 1986     | TWINKLE     | —          | 2009年       | 2009年       | —          |
| 2015年       | JinE    | 女   | 1995     | Miracle     | —          | 2015年       | 2017年       | OH MY GIRL |
| 2011年       | 鄭振永  | 男   | 1991     | BANA        | 萌芽綠色   | 2011年       | 2018年       | B1A4       |
| 2011年       | 車善玗  | 男   | 1992     | BANA        | 萌芽綠色   | 2011年       | 2018年       | B1A4       |
| 2017年       | I       | 女   | 1996     | Dream       | —          | 2017年       | 2018年       | —          |
| 2017年       | Laun    | 男   | 1999     | Fuse        | —          | 2017年       | 2019年       | ONF        |
| 2015年       | 祉呼    | 女   | 1997     | Miracle     | —          | 2015年       | 2022年       | OH MY GIRL |
| 2015年       | YooA    | 女   | 1995     | Miracle     | —          | 2015年       | 2025年       | OH MY GIRL |
| 2015年       | Arin    | 女   | 1999     | Miracle     | —          | 2015年       | 2025年       | OH MY GIRL |

### 已離開練習生
- 池秀娟（지수연） - CJ E&M練習生出身，轉投Fantagio成為Weki Meki成員
- 金炫彬（김현빈） - 《PRODUCE X 101》，曾是Source Music練習生，現為NOWADAYS成員
- 李承泫（이승현） - 《PRODUCE 48》，轉投Grandline Group成為H1-KEY成員

## 外部連結
| WM娛樂 官方社群 - 官方网站（） - Naver - WM Entertainment （页面存档备份，存于）（） - Naver tvcast - WM Entertainment （页面存档备份，存于）（） - WM娱乐的Facebook專頁 - WM娱乐的X（前Twitter） （） - YouTube上的WM娱乐頻道 （） | WM娛樂 藝人官方社群 - B1A4的Instagram帳戶 - Oh My Girl的Instagram帳戶 - 온앤오프(ONF)的Instagram帳戶 - WM練習生的Instagram帳戶 | WM娛樂 藝人個人社群 - 李彩演的Instagram帳戶 - B1A4 振永的Instagram帳戶 - B1A4 CNU的Instagram帳戶 - B1A4 燦多的Instagram帳戶 - B1A4 Baro的Instagram帳戶 - B1A4 孔燦的Instagram帳戶 - I的Instagram帳戶 |